# Cristiano Malgioglio
Giuseppe Cristiano Malgioglio (* 23. April 1945 in Ramacca, Provinz Catania) ist ein italienischer Popsänger und Songwriter.

## Karriere
Malgioglio begann seine Karriere Anfang der 1970er-Jahre, als ihm Fabrizio De André zu einem Plattenvertrag mit Dischi Ricordi verhalf. Sein Debüt als Songwriter gab er 1972 mit dem Lied Amo für Donatella Moretti. Zwischen 1973 und 1974 war er Teil der Gruppe Quarto Sistema, später Nuovo Sistema. Zusammen mit Italo Janne schrieb er das Lied Ciao cara come stai, mit dem Iva Zanicchi das Sanremo-Festival 1974 gewann. Über Zanicchi gelangte Malgioglio auch in die Position, fortan Liedtexte von Roberto Carlos ins Italienische zu übersetzen. 1977 gelang Umberto Balsamo mit dem von Malgioglio mitgeschriebenen Lied L’angelo azzurro ein Nummer-eins-Hit.
Gegen Ende der 70er-Jahre schrieb Malgioglio hauptsächlich Lieder für Giuni Russo und für Mina. Außerdem trat er erstmals auch als Solointerpret in Erscheinung. In der Folge arbeitete er mit einer ganzen Reihe großer Namen der italienischen Musikszene zusammen, darunter Raffaella Carrà, Rita Pavone, Patty Pravo, Ornella Vanoni, Franco Califano und Pupo. In den 1990er-Jahren versuchte er sich auf dem lateinamerikanischen Markt und zog für eine Weile nach Kuba. Ab 2002 wurde er durch die Teilnahme an der Fernsehsendung Casa Raiuno auf Rai 1 in seiner Heimat wieder populärer. Regelmäßig veröffentlichte er eigene Alben und schrieb gelegentlich auch wieder Lieder für andere Interpreten.
Malgioglios Popularität stieg in jüngeren Jahren vor allem durch häufige Fernsehauftritte, insbesondere als Teilnehmer der Realityshows L’isola dei famosi (2007 und 2012) und Grande Fratello VIP (2017). Durch den Erfolg in letzterer Show gelang ihm mit der Single O maior golpe do mundo (mi sono innamorato di tuo marito), basierend auf einem Lied von Catherine Spaak aus den 70er-Jahren, ein kleiner Sommerhit. Außerdem erreichte das Album Sonhos erstmals die Charts.

## Diskografie
Studioalben
- 1977 – Scandalo (Ri-Fi)
- 1978 – Maledizione io l'amo (Ri-Fi)
- 1979 – Sbucciami (Ri-Fi)
- 1981 – Artigli (Durium)
- 1983 – Bellissime (WEA)
- 1986 – Café Chantant (Divina Record)
- 1987 – Casanova (YEP Record)
- 1989 – Delitto e castigo (NAR)
- 1991 – Amiche (Dischi Ricordi)
- 1992 – Futtetenne (SoloMusicaItaliana/Sony)
- 1994 – En España. Escuchando a Isabel Pantoja (Discomagic Records)
- 1995 – Carpe diem (SoloMusicaItaliana/Sony)
- 1996 – Señor Battisti (SoloMusicaItaliana/Sony)
- 1997 – Matri (Bideri/CGD)
- 2000 – Ho dimenticato di baciare la sposa (NAR International)
- 2002 – La Esperanza (L’Escalier)
- 2005 – Le donne non capiscono gli uomini (NAR International)
- 2006 – Boleros (MBO)
- 2007 – Quando tu non mi vedi (NAR International)
- 2008 – Papaya (The Saifam Group)
- 2010 – Cara Mina ti scrivo… (Azzurra Music)
- 2012 – Senhora Évora (Malgioglio Records)
- 2014 – La bellezza (Edel Music)
- 2015 – Iconic Fifties (Malgioglio Records)
- 2017 – Sonhos (Malgioglio Records)
- 2018 – International Suite (Malgioglio Records)

## Belege
1. ↑  Eddy Anselmi: Cristiano Malgioglio. In: Festival di Sanremo. Almanacco illustrato della canzone italiana. Panini, 2009, ISBN 88-6346-229-1, S. 772.
2. ↑  Francesco Fredella: Il videoclip di Cristiano Malgioglio (con la canzone dell'estate) vola a 5 milioni di visualizzazioni! In: Novella 2000. 6. Dezember 2017, abgerufen am 1. November 2019 (italienisch).
3. ↑  Alben von Cristiano Malgioglio. In: Italiancharts.com. Hung Medien, abgerufen am 2. November 2019.

| Personendaten    | Personendaten                                       |
| ---------------- | --------------------------------------------------- |
| NAME             | Malgioglio, Cristiano                               |
| ALTERNATIVNAMEN  | Malgioglio, Giuseppe Cristiano (vollständiger Name) |
| KURZBESCHREIBUNG | italienischer Popsänger und Songwriter              |
| GEBURTSDATUM     | 23. April 1945                                      |
| GEBURTSORT       | Ramacca, Provinz Catania                            |